# مخرمة أيرلندية معقفة
المخرمة الأيرلندية المعقفة (بالإنجليزية: Irish crochet lace)‏ هي نمط من المخرمات الأيرلندية التي تعتبر بشكل عام رديفة للمخرمات الحقيقية. طُورت في الأصل في منتصف القرن التاسع عشر في أيرلندا كطريقة لتقليد مخرمة النقطة البندقية باهظة الثمن.

## روابط خارجية
- Tutorials on traditional and modern Irish crochet lace